# Cameron Monaghan
Cameron Riley Monaghan (Santa Mônica, 16 de agosto de 1993) ator norte-americano. Ele é mais conhecido por interpretar Ian Gallagher na série televisiva Shameless e Jerome e Jeremiah Valeska em Gotham.

## Infância
Nasceu na cidade de Santa Monica, California, filho único de Diane Monaghan, uma especialista em créditos de seguros que tomou a decisão de ter um filho sozinha por fertilização in vitro. Ele e sua mãe mudaram-se para a cidade de Boca Raton na Flórida logo após seu nascimento. Reconhecendo que o filho era uma criança excepcionalmente bonita, Diane enviou sua foto para agências de modelos quando ele tinha três anos.  Ele apareceu na capa de seu primeiro catálogo com cinco anos de idade e apareceu em seu primeiro comercial regional aos sete anos .
Ele participou de Addison Mizner Elementary School e começou a desenvolver suas habilidades de atuação, aparecendo em produções do Little Palm teatro infantil de Stuart Little, Winnie-the-Pooh e The Pumpkin King (uma adaptação teatral de The Nightmare Before Christmas), bem como aparecendo como Alex no pequeno filme independente The Wishing Stone, que foi filmado na área de Lake Worth, Flórida.

## Carreira

### Início de carreira
Monaghan chamou atenção pela primeira vez em 2003 por seu papel como Winthrop Paroo oposto Kristin Chenoweth e Matthew Broderick na adaptação televisiva de The Music Man. O diretor e executivo-produtor Jeff Bleckner, explicou: "Há algumas pessoas, quando você colocá-los no filme, eles meio que saltam da tela para você. É assim que estava com Cameron. a partir do segundo que o vimos, ele estava la. Estávamos à procura de alguém que teve esse recurso maravilhoso. E Cameron tinha. "

Em 2004, Monaghan começou um papel recorrente como o Chade, um dos colegas de classe de necessidades especiais de Dewey na série de comédia Malcolm in the Middle, que lhe rendeu o Young Artist Award como Melhor jovem ator de Televisão em um papel recorrente. No ano seguinte, ele começou um papel recorrente como Palmer Noid na comédia  Ned's Declassified School Survival Guide. Nos anos seguintes fez participações especiais na TV, incluindo aparições em Criminal Minds, Numb3rs, The Mentalist, Monk, Three Rivers, Fringe, The Glades, and Terriers.

Em 2005, Monaghan fez a transição para papéis em filmes teatrais, aparecendo em filmes independentes como Brothers in Arms. No ano seguinte, ele apareceu em Click com Adam Sandler. Uma série de papéis em filmes característica subsequentes seguiram, incluindo aparições em The Santa Clause 3: The Escape Clause, Dog Gone, Safe Harbor and Another Harvest Moon, bem como retratar o garoto detetive Bob Andrews série de filmes três investigadores.

### Shameless
Em abril de 2010, Monaghan foi escalado para um papel principal em Shameless. Na série, que estreou em janeiro de 2011, Monaghan retrata Ian Gallagher, o filho adolescente gay de uma grande família disfuncional de Chicago. Sarah Hughes do The Independent elogiou o retrato de Monaghan para fornecer "uma das representações mais sutis de um adolescente gay a ser visto na TV dos EUA." Matthew Gilbert de The Boston Globe descreveu o desempenho de Monaghan como "extraordinário". E o site AfterElton.com nomeou Monaghan à sua lista "2011's Break-Out TV Actors".

### Carreira adulta
Paralelamente continuou a aparecer em uma variedade de participações especiais na televisão. Em 2011, ele co-estrelou como Nick Peyton, um adolescente acusado de assassinar seu pai, na série policial NCIS. Naquele mesmo ano, ele apareceu como Jonathan McKenna em Rizzoli & Isles. m 2012, ele co-estrelou como Eddie Sandow, um jovem de 19 anos de idade, que cria uma situação de refém depois que seu pai é acusado de agressão sexual em Law & Order: Special Victims Unit.
Além de seus créditos na televisão, Monaghan continuou a aparecer em uma variedade de papéis em filmes. Em 2011, ele co-estrelou como estudante do segundo ano do ensino médio Corey Doyle no drama teen da Disney Prom. Em 2012, ele retratou Jake, o filho de um diretor YMCA atrativo nos esportes temáticos comédia 2nd Serve. Em 2014, Monaghan estrelou como Adam McCormick, uma pequena cidade atleta do ensino médio que se torna consumido pela morte de um de seus colegas no drama independente Jamie Marks is Dead. Nesse mesmo ano, ele apareceu como Mason Ashford, o melhor amigo e interesse romântico para Rose no filme de aventura e fantasia Academia de Vampiros. Ele também estrelou como Asher no distópico O Doador de Memórias, ao lado de Brenton Thwaites, Odeya Rush, Jeff Bridges e Meryl Streep. Em 2015, ele apareceu em Gotham como Jerome Valeska, com a especulação de que seu caráter era do arqui-inimigo de Batman Coringa, apesar de esse ser esclarecidas no início da segunda temporada da série,logo depois que o personagem Jerome Valeska morreu pela segunda vez ele passou a interpretar o seu irmão gêmeo idêntico, Jeremiah Valeska (Coringa). Sua atuação como Jerome e Jeremiah na série "Gotham" rendeu muitos elogios dentro do mundo geek. 
Em 2017, interpreta James Walker no elenco principal do filme de terror e suspense "Amityville: The Awakening", onde divide estrelado ao lado de nomes como Bella Thorne, Jennifer Jason Leigh e a atriz mirim Mckenna Grace. A história se passa na ilustre casa de 112 Ocean Avenue na vila de Amityville.

## Vida Pessoal
A partir do ano de 2014, Monaghan se estabeleceu na cidade de Los Angeles. Quando questionado sobre as suas raízes na infância no sul da Flórida, Monaghan explicou "Não vivi lá a maioria da minha infância [...] Eu tenho um par de parentes que vivem no norte da Flórida. Minha cidade natal é muito mais ao sul, então não há nenhuma verdadeira razão de ser voltar mais lá."
Ele manifestou interesse em música e toca guitarra, bateria, gaita e ukulele, e aprendeu sozinho a tocar teclado. Os seus interesses incluem atletismo, boxe, ciclismo, corrida, snowboard e esqui. Ele é um ex-aluno de kickboxing, taekwondo e XMA (Extreme Martial Arts).
Heterossexualidade
Quando questionado sobre a sua orientação sexual, Monaghan se auto-identifica como heterossexual. Em fevereiro de 2013, respondendo a perguntas sobre sua carreira no Twitter, Monaghan twittou: "Esta é a única vez que eu vou responder isso aqui. Não, eu não sou gay. O fato de eu interpretar um personagem gay, não quer dizer que eu seja gay".

## Filmografia

### Filmes
| Ano  | Título                                                    | Personagem     | Notas             |
| ---- | --------------------------------------------------------- | -------------- | ----------------- |
| 2002 | The Wishing Stone                                         | Alex           |                   |
| 2005 | Brothers in Arms                                          | Timmy          |                   |
| 2005 | Desperate Hippies                                         | Zach           | Curta             |
| 2006 | Click                                                     | Kevin O'Doyle  |                   |
| 2006 | Meu Papai é Noel 3                                        | Traffic Cop #1 |                   |
| 2007 | The Three Investigators and the Secret of Skeleton Island | Bob Andrews    |                   |
| 2008 | Dream Machine                                             | Stanley        | Curta             |
| 2008 | Confusão pra Cachorro                                     | Dexter         |                   |
| 2008 | Disarmed                                                  | Justin         | Curta             |
| 2009 | Running                                                   | Ryan           | Curta             |
| 2009 | The Three Investigators and the Secret of Terror Castle   | Bob Andrews    |                   |
| 2010 | Another Harvest Moon                                      | Jack           |                   |
| 2010 | Two Boys                                                  | Son            | Curta             |
| 2010 | Bad Bunny                                                 | Jack           | Curta             |
| 2011 | A Melhor Festa do Ano                                     | Corey Doyle    |                   |
| 2012 | 2nd Serve                                                 | Jake           |                   |
| 2014 | Jamie Marks is dead                                       | Adam McCormick |                   |
| 2014 | Academia de Vampiros - O Beijo das Sombras                | Mason Ashford  |                   |
| 2014 | O Doador de Memórias                                      | Asher          |                   |
| 2014 | Mall                                                      | Jeff           |                   |
| 2016 | Wake                                                      | Cal Forrester  | Projeto Cancelado |
| 2017 | The Year of Spectacular Men                               | Ross           |                   |
| 2017 | Amityville: The Awakening                                 | James Walker   |                   |
| 2018 | Anthem of a Teenage Prophet                               | Luke Hunter    |                   |
| 2022 | Shattered                                                 | Chris Decker   |                   |

### Televisão
| Ano       | Título                                          | Personagem                      | Notas                                                      |
| --------- | ----------------------------------------------- | ------------------------------- | ---------------------------------------------------------- |
| 2003      | The Music Man                                   | Winthrop Paroo                  | Filme para a televisão                                     |
| 2005      | The Adventures of Tango McNorton: Licensed Hero | Tango McNorton                  |                                                            |
| 2004–2005 | Malcolm in the Middle                           | Chad                            | 6 episódios                                                |
| 2005      | Threshold                                       | Josh Foster                     | Episódio "Blood of the Children"                           |
| 2005      | Avatar: The Last Airbender                      | Poi & Ping                      | Episódio "The Fortuneteller" (voz)                         |
| 2005–2006 | Ned's Declassified School Survival Guide        | Palmer Noid                     | 3 episódios                                                |
| 2006      | Criminal Minds                                  | Jeffrey Charles                 | Episódio "The Boogeyman" (temporada 2 Episódio 6)          |
| 2007      | Shorty McShorts' Shorts                         | Andy                            | Episódio "Flip-Flopped"                                    |
| 2009      | Numb3rs                                         | Todd                            | Episódio "Jacked" temporada 5 episódio 12                  |
| 2009      | James Gunn's PG Porn                            | Young Boy 1                     | Webisode "Helpful Bus"                                     |
| 2009      | The Mentalist                                   | Elliot                          | Episódio"Blood Brothers" temporada 1 episódio 22           |
| 2009      | Safe Harbor                                     | Larry Parker                    | Filme para a televisão                                     |
| 2009      | Monk                                            | Danny Cooper                    | Episódio "Mr. Monk's Favorite Show" temporada 8 episódio 1 |
| 2009      | Three Rivers                                    | Auden Drinkwater                | Episódio "Place of Life" temporada 1 Episódio 1            |
| 2009      | Fringe                                          | Tyler Carson                    | Episódio "Of Human Action"                                 |
| 2010      | The Glades                                      | Shane Conners                   | Episódio "Marriage is Murder"                              |
| 2010      | Terriers                                        | Cody Grice                      | Episódio "Pimp Daddy"                                      |
| 2011–2021 | Shameless                                       | Ian Gallagher                   | Personagem regular                                         |
| 2011      | NCIS                                            | Nick Peyton                     | Episódio "Out of the Frying Pan" temporada 8 episódio 18   |
| 2011      | Rizzoli & Isles                                 | Jonathan McKenna                | Episódio "Don't Hate the Player"                           |
| 2012      | Law & Order: Special Victims Unit               | Eddie Sandow                    | Episódio "Father's Shadow" temporada 13 episódio 13        |
| 2014–2019 | Gotham                                          | Jerome Valeska/Jeremiah Valeska | Personagem regular                                         |
| 2016      | Mercy Street                                    | Tom Fairfax                     | 5 episódios                                                |
| 2016      | Son of Zorn                                     | Jeff                            | 1 episódio                                                 |
| 2018      | Love Daily                                      | Aaron                           | 1 episódio                                                 |
| 2020      | Acting for a Cause                              | Ferris Bueller                  | 1 episódio                                                 |
| 2020-2021 | Shameless Hall of Shame                         | Ian Gallagher                   | 2 episódios                                                |

### Jogos
| Ano  | Título                       | Personagem | Notas        |
| ---- | ---------------------------- | ---------- | ------------ |
| 2019 | Star Wars Jedi: Fallen Order | Cal Kestis | Protagonista |
| 2023 | Star Wars Jedi: Survivor     | Cal Kestis | Protagonista |

## Reconhecimentos
| Ano  | Prêmio                            | Categoria                                                                            | Trabalho                                                | Ref.   |
| ---- | --------------------------------- | ------------------------------------------------------------------------------------ | ------------------------------------------------------- | ------ |
| 2004 | Young Artist Award                | Melhor performance especial como ator jovem em série de televisão Cinema, Mini série | Winthrop Paroo em The Music Man                         | [ 13 ] |
| 2005 | Young Artist Award                | Melhor performance como ator recorrente em série de televisão                        | Chad em Malcolm in the Middle                           | [ 14 ] |
| 2006 | Young Artist Award                | Best Performance in a Television Series Guest Starring Young Actor                   | Palmer Noid em Ned's Declassified School Survival Guide | [ 15 ] |
| 2012 | Young Artist Award                | Melhor ator jovem convidado em série de televisão 18-21                              | Jonathan McKenna em Rizzoli & Isles                     | [ 16 ] |
| 2015 | Critics' Choice Television Awards | Melhor ator coadjuvante em série de comédia                                          | Ian Gallager em Shameless                               | [ 17 ] |